# Jimmy Lydon
Pour les articles homonymes, voir Lydon.
James Joseph Lydon, dit Jimmy Lydon est un acteur, producteur, réalisateur et scénariste américain né le 30 mai 1923 à Harrington Park, New Jersey (États-Unis) et mort le 9 mars 2022 à San Diego.

## Biographie
Lydon est né à Harrington Park, dans le nord-est du New Jersey, le cinquième des neuf enfants. Sa famille est d'origine irlandaise. Il grandit à Bergenfield.

## Filmographie

### Comme acteur

#### Au cinéma
- 1939 : The Middleton Family at the New York World's Fair : Bud
- 1939 : Back Door to Heaven : Frankie Rogers enfant
- 1939 : Home Early : Junior
- 1939 : Two Thoroughbreds : David Carey
- 1940 : Tom Brown étudiant (Tom Brown's School Days) : Tom Brown
- 1940 : Little Men de Norman Z. McLeod : Dan
- 1940 : Bowery Boy (en) de William Morgan : Sock Dolan
- 1941 : Naval Academy : Tommy Blake
- 1941 : Henry Aldrich for President : Henry Aldrich
- 1942 : Henry Aldrich, Editor : Henry Aldrich
- 1942 : Cadets on Parade : Joe Novak
- 1942 : The Mad Martindales : Bobby
- 1942 : Henry and Dizzy : Henry Aldrich
- 1942 : Paramount Victory Short No. T2-1: A Letter from Bataan : Chuck Lewis
- 1943 : Aerial Gunner (en) de William H. Pine : Pvt. Sanford 'Sandy' Lunt
- 1943 : Paramount Victory Short No. T2-4: The Aldrich Family Gets in the Scrap : Henry Aldrich
- 1943 : Henry Aldrich Gets Glamour : Henry Aldrich
- 1943 : Henry Aldrich Swings It : Henry Aldrich
- 1943 : Henry Aldrich Haunts a House : Henry Aldrich
- 1943 : Caribbean Romance
- 1944 : Henry Aldrich, Boy Scout : Henry Aldrich
- 1944 : My Best Gal d'Anthony Mann : Johnny McCloud
- 1944 : Henry Aldrich Plays Cupid : Henry Aldrich
- 1944 : Henry Aldrich's Little Secret : Henry Aldrich
- 1944 : When the Lights Go on Again : Ted Benson
- 1944 : The Town Went Wild : Bob Harrison
- 1945 : Strange Illusion : Paul Cartwright
- 1945 : Twice Blessed : Mickey Pringle
- 1946 : Affairs of Geraldine : Willy Briggs
- 1947 : Mon père et nous (Life with Father) de Michael Curtiz : Clarence Day, Jr.
- 1947 : Cynthia de Robert Z. Leonard : Ricky Latham
- 1947 : Sweet Genevieve : Bill Kennedy
- 1948 : Le Bar aux illusions (The Time of Your Life) de H. C. Potter : Dudley Raoul Bostwick
- 1948 : Out of the Storm (en) de R. G. Springsteen : Donald Lewis
- 1948 : Jeanne d'Arc (Joan of Arc) de Victor Fleming : Pierre d'Arc
- 1949 : An Old-Fashioned Girl : Tom Shaw
- 1949 : Miss Mink of 1949 : Joe Forrester
- 1949 : Garçons en cage (Bad Boy) de Kurt Neumann : Ted Hendry
- 1949 : Tucson : Andy Bryant
- 1950 : The Magnificent Yankeede John Sturges : Clinton, secrétaire
- 1950 : Planqué malgré lui (When Willie Comes Marching Home) de John Ford : Charlie Fettles
- 1950 : Tarnished : Junior Bunker
- 1950 : Destination Big House (en) : Freddy Brooks
- 1950 : Les Amants de Capri (September Affair) de William Dieterle : Johnny Wilson
- 1950 : Hot Rod : David Langham
- 1951 : Gasoline Alley : Skeezix
- 1951 : La Revanche des Sioux (en) (Oh! Susanna) : Benton
- 1951 : Corky of Gasoline Alley : Skeezix
- 1953 : Aventure dans le Grand Nord (Island in the Sky) de William A. Wellman : Murray
- 1954 : The Desperado de Thomas Carr : Tall Cameron
- 1955 : Rage at Dawn : Dedrick
- 1956 : L'Enfer du Pacifique (Battle Stations) de Lewis Seiler : Squawk Hewitt
- 1957 : Chain of Evidence : Steve Nordstrom
- 1960 : Magie noire de George Blair : docteur urgentiste
- 1960 : I Passed for White : Jay Morgan
- 1961 : The Last Time I Saw Archie : Billy Simpson
- 1969 : Death of a Gunfighter : Luke Mills
- 1971 : Scandalous John de Robert Butler : Grotch
- 1976 : Vigilante Force (en) de George Armitage : Tom Cousy

#### À la télévision
- 1950 : The First Hundred Years (série) : Chris Thayer (1950-1952)
- 1954 : Rocky Jones, Space Ranger (série) : Biffen 'Biff' Cardoza
- 1955 : So This Is Hollywood (série) : Andy Boone
- 1957 : The Real McCoys (série) : Frank Grant
- 1958 : Love That Jill (série) : Richard
- 1959 : Au nom de la loi  saison 2 épisode 12 (Douze heures de voyage/twelve hours to crazy horse) : Dan Murdock
- 1961 : Au nom de la loi  saison 3 épisode 25 ('Le télégramme/ Dead reckoning')) : Paul Dexter
- 1971 : Cannon : Betting Clerk
- 1972 : Michael O'Hara the Fourth : John Stevens
- 1974 :  L'Homme qui valait trois milliards (The Six Million Dollar Man) (série) : Dr. Waters
- 1975 : Ellery Queen, à plume et à sang (Ellery Queen) : acteur à la radio
- 1976 : Les Nouvelles filles de Joshua Cabe (The New Daughters of Joshua Cabe) : Jim Pickett
- 1977 : Peter Lundy and the Medicine Hat Stallion : Muggeridge

### Comme producteur
- 1963 : Temple Houston (série télévisée)
- 1966 : Sursis pour une nuit (An American Dream) de Robert Gist
- 1969 : Les Sentiers de la violence (The Learning Tree) de Gordon Parks

### Comme réalisateur
- 1974 : L'Homme qui valait trois milliards ("The Six Million Dollar Man") (série TV)

### Comme scénariste
- 1968 : Hawaï police d'État ("Hawaii Five-O") (série télévisée)